# Starý most
Starý most (direkte oversat Gamle bro, tidligere Most Červenej armády, dvs. Røde Hær-broen,Štefánikov most,Ferenc József híd og Franz Josef brücke) er en 460 m lang bro, den ældste stadig eksisterende bro over Donau, i Bratislava, Slovakiet. Broen inkluderer en træsti for fodgængere, en tosporsvej og jernbanespor som ikke bruges i dag.

## Eksterne links
- Structurae-databasen (engelsk)
- dbridges.fw.hu Arkiveret 10. oktober 2006 hos  Wayback Machine (ungarsk)

48°08′18″N 17°07′02″Ø / 48.13833°N 17.11722°Ø
- Wikimedia Commons har flere filer relateret til Starý most

| Bygning eller seværdighed | Spire Denne artikel om en bygning, et bygningsværk eller en seværdighed er en spire som bør udbygges. Du er velkommen til at hjælpe Wikipedia ved at udvide den. |